# 下野市立図書館
下野市立図書館（しもつけしりつとしょかん）は、栃木県下野市にある公立図書館。大松山一丁目にある石橋図書館、駅東三丁目にある国分寺図書館、田中にある南河内図書館から成る。3館とも指定管理者制度を導入しており、図書館流通センターと大高商事の共同事業体が運営する。石橋図書館を統括館として全市的に統一した図書館経営を行いつつ、それぞれの図書館に重点的に収集する図書の分野を設定し、特色を付けている。

## 歴史

### 合併協議（2004-2006）
下野市は、下都賀郡石橋町・国分寺町、河内郡南河内町の3町が合併して2006年（平成18年）1月10日に発足した。合併前の3町はいずれも町立図書館を設置しており、2004年（平成16年）11月24日の合併協議会では、石橋町立図書館の開館時間と休館日を踏襲し、開館時間を9時30分から18時まで（ただし火曜日は14時から18時まで）、休館日を月曜日・第3日曜日・祝日（月曜日の場合は翌日）・年末年始・特別整理期間とするが、月曜日はローテーションを組んで3館のうち2館を開館することを確認していた。しかし、分かりやすさと利用しやすさを考慮し、2005年（平成17年）10月4日の合併協議会で火曜日も9時30分から18時まで開館する代わりに、月曜日を3館すべて休館日とする変更案が提案され、提案通り確認された。
図書館協議会については、2004年（平成16年）の合併協議会で「合併時に再編する」ことが確認され、2005年（平成17年）の合併協議会で南河内町のルールを継承し、定数10人以内、任期2年とすることが報告された。
なお、組織としての下野市立図書館は、下野市教育委員会生涯学習課の中の係の1つと位置付け、各館の名称は「下野市立○○図書館」（○○は旧町名）とすることが、2005年（平成17年）8月31日の合併協議会で報告された。

### 下野市発足後（2006-）
2011年（平成23年）度、市は図書館協議会に図書館の管理運営の在り方を諮問し、その答申を受けて2013年（平成25年）度に南河内図書館を直営として残しつつ、石橋・国分寺の両図書館を指定管理者による管理運営へ移行した。同時に開館時間を9時から19時までに延長し、指定管理者への移行館は祝日の開館を開始した。その結果、直営を維持した南河内図書館では、2013年（平成25年）度・2014年（平成26年）度の利用者数・貸出冊数が2012年（平成24年）よりも減少したのに対し、指定管理者に移行した石橋・国分寺の両図書館では、利用者数・貸出冊数ともに増加した。2015年（平成27年）度には県内他館に先駆けて、各館長による内部評価と図書館協議会による外部評価の2本立ての図書館評価を導入した。内部評価では、3館ともA評価（80点以上）を付けたが、外部評価は全館B評価（60点以上）となった。
これらの経緯を踏まえ、下野市教育委員会は2016年（平成28年）3月に「下野市図書館基本計画」を策定し、3館すべてを指定管理者へ移行し、利用者数の多い石橋図書館を「統括館」、国分寺・南河内の両図書館を「地域館」と位置付けることとした。また、カウンター業務やレファレンスサービスなどの定型的業務（運営部門）は指定管理者に任せ、運営の基本方針決定や事業計画の策定などの基幹的業務（経営部門）は石橋図書館に集約の上、市が直接所管する方針を立てた。この仕組みは2021年（令和3年）度からの第二次計画でも踏襲されている。

## 利用案内
- 開館時間：9時から19時まで
- 休館日：年末年始、特別整理期間
  - 石橋図書館は金曜日も休館（祝日の場合は開館）
  - 国分寺・南河内図書館は月曜日も休館（祝日の場合は開館）
- 貸出制限：下野市に居住・通勤・通学する者または栃木市、小山市、宇都宮市、鹿沼市、日光市、さくら市、真岡市、河内郡上三川町、塩谷郡高根沢町、芳賀郡芳賀町、下都賀郡壬生町・野木町、茨城県結城市に居住する者。
- 貸出可能点数：図書・紙芝居=10点、雑誌=5冊、CD・カセットテープ=2点、DVD=2点、VHS=2点、絵画=1家族1点
  - 市内3図書館での合計数
  - 絵画の貸し出しは石橋図書館のみ。
- 貸出可能期間：2週間（絵画は1か月、図書・紙芝居・雑誌は1回の延長が可能）
- 返却場所：図書館カウンター、ブックポスト
- 予約、リクエスト（下野市に居住・通勤・通学する者）、複写、レファレンスサービス、インターネット閲覧が利用可能。

## 石橋図書館（統括館）
下野市立石橋図書館（しもつけしりつ いしばしとしょかん）は、下野市大松山一丁目にある。下野市立図書館の統括館と位置付けられ、図書館経営に関わる業務は市が所管し、図書館運営は指定管理者が行う。グリム関係資料と郷土資料の収集を重視している。

### 絵画の貸し出し
3館で唯一、絵画（複製絵画）の貸し出しを行っている。これは町民から受けた100万円の寄付の有効利用策として図書館が発案し、中学校の美術教師らが購入する作品を選定した。この時購入したのは梅原龍三郎『アネモネ』、中川一政『ばら』、ジャン＝フランソワ・ミレー『落穂拾い』など22点で、1989年（平成元年）6月から貸し出しを開始した。
2018年（平成30年）時点で130点を所蔵するが、年間貸出数は約40点と低迷している。このため2017年（平成29年）12月、所蔵するクロード・モネ『印象・日の出』などの作品を館内に展示し、利用促進を図った。

### 石橋図書館の歴史
石橋町は、1983年（昭和58年）3月に石橋町総合計画を策定し、その中で図書館の建設に言及した。2年後の1985年（昭和60年）9月27日に図書館の建設用地を取得、1986年（昭和61年）7月2日に図書館建設計画検討委員会を設置、11月25日に設計業務委託に係る現場説明会を開催した。翌1987年（昭和62年）2月19日に図書館建設業務委託を行い、9月10日に着工した。建設が進む中で1988年（昭和63年）2月21日に中央公民館図書室を閉鎖して本の装備に着手し、4月1日には図書館担当者として2人を任命、5月6日には開館に先立って図書館利用者カードの申し込み受け付けを開始した。同年8月1日に石橋町立図書館条例を施行し、9月29日に竣工式を挙行すると同時に、一般利用を開始した。開館時点の職員数は3人であった。
1989年（平成元年）2月1日、図書館協議会が発足し、6月1日には複製絵画の貸し出しを開始した。1990年（平成2年）4月4日、朗読ボランティアがカセットテープの貸し出しを開始し、8月8日にはビデオテープとCDも貸し出し可能となった。1996年（平成8年）6月8日、細谷小学校にブックステーションを設置した。2000年（平成12年）5月、元校長で切り絵作家の青木照徳が作った切り絵作品展を開催した。
1996年（平成8年）7月2日に栃木県央公立図書館等広域利用に参加し、2001年（平成13年）4月1日には県南2市10町の広域利用にも加入した。
2003年（平成15年）度の蔵書数は91,793冊、AV資料数は5,666点で、貸出点数は88,636点、入館者数は81,357人であった。同年度に最も貸し出された一般書は『ハリー・ポッターと炎のゴブレット』の上巻で、上位10位までにハリー・ポッターシリーズが4つ入った。児童書はきたやまようこ『ゆうたのおとうさん』が貸し出しのトップであった。2004年（平成16年）時点では、7人の職員で運営し、朗読ボランティア「ぽ・て・と」（22人）とおはなしボランティア（8人）、石橋読書会（11人）の3団体が石橋町立図書館を拠点に活動していた。
2013年（平成25年）度に、指定管理者による運営に移行した。2016年（平成28年）11月、講談社の全国訪問おはなし隊が来館した。2017年（平成29年）1月29日、栃木県教育委員会が選んだ読書コンシェルジュの高校生による読書交流会が石橋図書館で開かれ、ビブリオバトルを行った。2021年（令和3年）に図書館流通センターは、図書館向けのイベントパッケージとして「Library Book Circus」を企画し、その第1回を石橋図書館で7月23日から7月24日まで開催した。

### 石橋図書館の建築
石橋図書館は鉄筋コンクリート構造2階建てで、敷地面積は4,666 m2、延床面積は1,488.44 m2である。設計監理は更田建築事務所（現・フケタ設計）、施工は鴻池・石建（共）建設共同企業体が担当し、事業費は2億9800万円であった。
1階に一般開架と児童図書コーナー、閉架書庫、おはなしコーナーなど、2階にレファレンス室、視聴覚室、研修室などを配置する。

## 地域館
国分寺図書館と南河内図書館は下野市立図書館の地域館と位置付けられている。地域館では図書館運営、レファレンスサービス、自主事業などを指定管理者が行う。

### 国分寺図書館

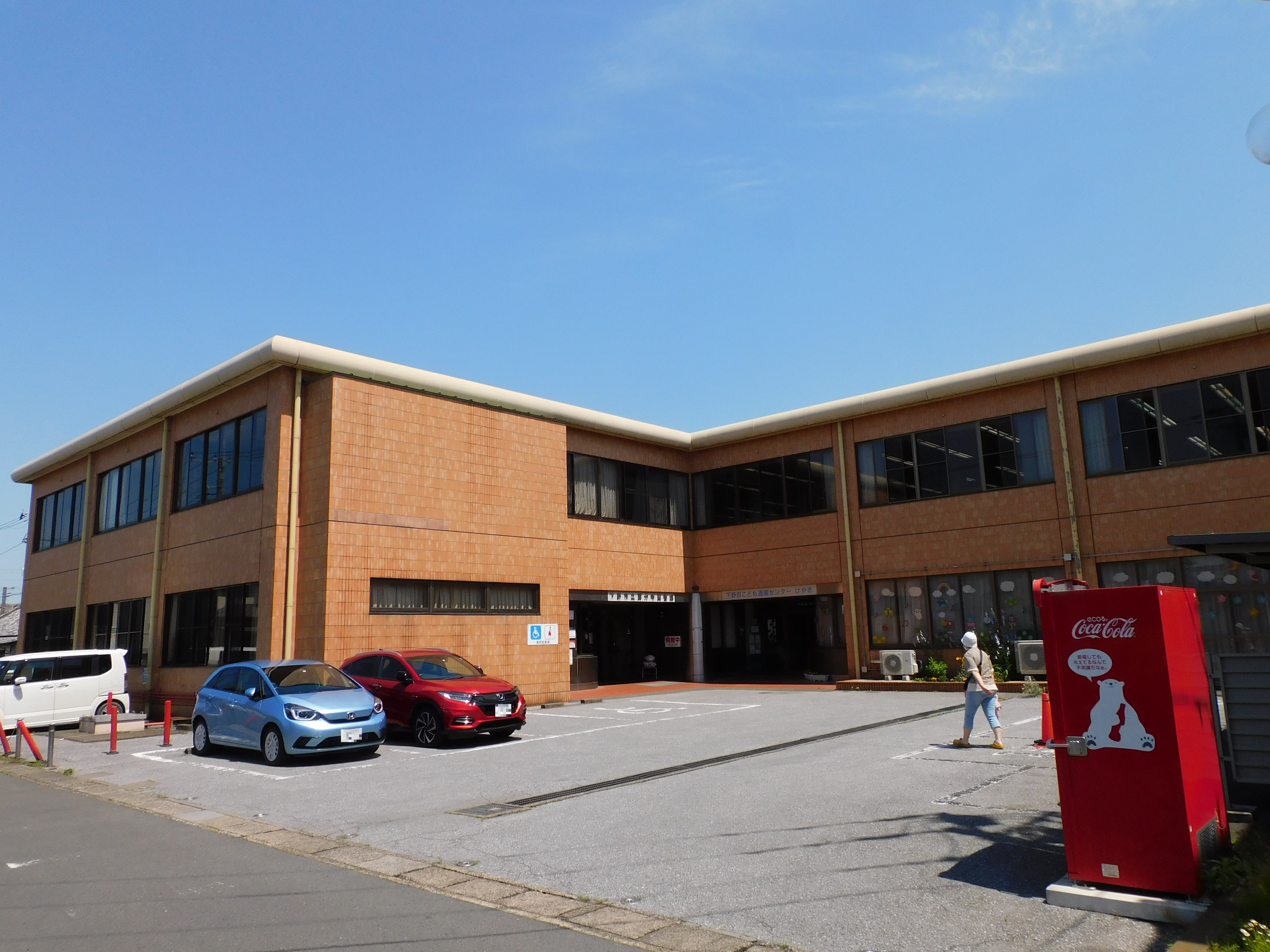
国分寺図書館（2022年）

下野市立国分寺図書館（しもつけしりつ こくぶんじとしょかん）は、下野市駅東三丁目1-19（北緯36度22分41.30秒 東経139度50分44.79秒 / 北緯36.3781389度 東経139.8457750度）にある。医療関係資料の収集に重点を置き、自治医科大学と連携して講座を開催したりしている。
図書館の床面積は1,158 m2で、1階に児童開架コーナー、おはなしコーナー、事務室など、2階に一般開架コーナー、学習席、視聴覚室、書庫などを配置する。2021年現在の職員数は6人。2021年3月31日現在の蔵書数は87,949冊で、2020年度の来館者数は45,421人、貸出冊数は118,886冊である。

#### 国分寺図書館の歴史
1968年（昭和43年）、国分寺町母子健康センターが開所し、その中に国分寺町立図書館が開館した。当時の閲覧席はパイプ椅子を使っていた。同館は移動図書館「あけぼの号」を導入し、町内を定期巡回した。例えば、国分寺町役場前の広場には昼休みの時間帯に停留し、多くの人が訪れた。この頃の図書館では、「歌の会」が盛んに活動していた。
1984年（昭和59年）、図書館と保健センターを併設した新館へ移転した。移転後の図書館は、図書館協議会が設置され、友の会が活発な活動を展開した。
2001年（平成13年）4月1日には県南2市10町の広域利用に加入した。2013年（平成25年）度に、指定管理者による運営に移行した。医療関係資料の収集や自治医科大学と連携した講座などを開催してきた実績から、新型コロナウイルス感染症 (2019年)に関する記事は、初期段階から館内掲示した。

### 南河内図書館
下野市立南河内図書館（しもつけしりつ みなみかわちとしょかん）は、下野市田中にある。児童書の収集に重点を置き、市内在住者や市内の団体と協働した催事を開催し、図書館利用を促進している。
図書館は鉄筋コンクリート構造2階建てで、1階に一般開架室、児童開架室、書庫、事務室など、2階にレファレンス室などを配置する。

#### 南河内図書館の歴史
南河内町立図書館として、1986年（昭和61年）9月1日に開館した。
1992年（平成4年）度に南河内町・国分寺町・石橋町・上三川町・壬生町の教育委員会が合同で「5町合同文化財巡回展」として、下野薬師寺跡など各町の遺跡からの出土品を巡回展示する企画が行われ、南河内町立図書館が最初の会場となった。1994年（平成6年）1月、移動図書館の運行を開始し、町民からの公募で「白鳳」と命名した。白鳳は主に町内の小学校を巡回し、貸出冊数・期間は町立図書館に準じた。
1995年（平成7年）3月、南河内町は総合施設「ふれあい館（仮称）」の建設を発表した。同館はふるさと創生基金を利用して、プールを核とした施設とし、研修施設・レストランに加え図書館も設置する予定であった。しかし、1997年（平成9年）5月4日に実際に開館したふれあい館には、図書館は設けられなかった。
1996年（平成8年）7月に栃木県央公立図書館等広域利用に参加し、2001年（平成13年）4月1日には県南2市10町の広域利用にも加入した。2003年（平成15年）、図書館ボランティア「あめんぼう」が子供の読書活動優秀実践団体として文部科学大臣表彰を受けた。
2013年（平成25年）度に、石橋図書館と国分寺図書館が指定管理者による運営に移行したが、南河内図書館は直営館として残され、「幹事館」として両館の指定管理者を指導監督する役割を担った。指定管理者制度を導入した2館では利用者数・貸出冊数が導入前の2012年（平成24年）度よりも2013年（平成25年）度・2014年（平成26年）度の方が多かったが、南河内図書館は少なくなった。2017年（平成29年）に南河内図書館も指定管理者による運営に移行した。

#### 市役所機能の併設（2011-2018）
2011年（平成23年）3月11日に発生した東北地方太平洋沖地震により、南河内図書館と近接する下野市南河内庁舎は、レンガの剥離、壁のひび割れの拡大、モルタルの一部欠落などの被害を受け、業者による耐震診断の結果、このままでは危険であると判定された。このため同年7月19日から図書館2階に南河内庁舎の機能を移転することになり、談話コーナーに市民課窓口を、視聴覚室に農政課と商工観光課を、会議室に農業委員会事務局を、教科書資料室に農業公社を、それぞれ設置した。南河内庁舎の機能が図書館内に設けられたことを受け、図書館ボランティアは隣接する南河内公民館の会議室に活動拠点を移し、教科書資料室も同室に移された。
2016年（平成28年）5月6日、下野市役所新庁舎が開庁し、各課・委員会・公社は新庁舎へ移転した。一方、市民課南河内窓口は図書館に残り、2018年（平成30年）12月まで使用していた。南河内窓口は南河内公民館へ移転した 後、2021年（令和3年）3月末に閉鎖した。